# 钱德勒 (亚利桑那州)
钱德勒（英語：Chandler）是美国亚利桑那州马里科帕县的一座城市，人口近24万（2010年）。

## 姊妹城市
- 爱尔兰奥法利郡塔拉莫爾 [1]
- 臺灣臺南市 [2]